# (9847) 1990 QJ5
A (9847) 1990 QJ5 a Naprendszer kisbolygóövében található aszteroida. Henry Holt fedezte fel 1990. augusztus 25-én.